# African Blood Brotherhood
African Blood Brotherhood (ABB) var en svart radikal frihetsrörelse under tidigt 1900-tal i USA. 
Gruppen bestod av celler med en centralorganisation baserad i stadsdelen Harlem i New York.
Organisationen hade både en socialistisk och en  svart nationalistisk agenda och den främsta verksamheten bestod av propagandaspridning. Medlemsanalet lär ha varierat mellan 1 000 och 50 000 i dess glansdagar, varav många var invandrare från Västindien. Tidvis hade de stöd av Förenta Staternas Kommunistiska Parti (CPUSA).